# 極泳龍屬
極泳龍（意為「最佳的游泳者」），又稱阿里斯頓龍，為已滅絕的蛇頸龍，化石發現於白堊紀晚期阿根廷帕索德萨波组、智利基里奎納組以及南極洲貝托達諾組。模式種為微齿极泳龙（Aristonectes parvidens），由卡布瑞拉於1941年命名。

## 描述
從貝托達諾組樣本的分析得知極泳龍是體型最大的蛇頸龍之一，體長約為10—11.86（32.8—38.9英尺），體重約為4公噸（4.4短噸）（由保羅所做的研究）或 10.7—13.5公噸（11.8—14.9短噸）（由歐格曼及其同事所做的研究）。

## 分類

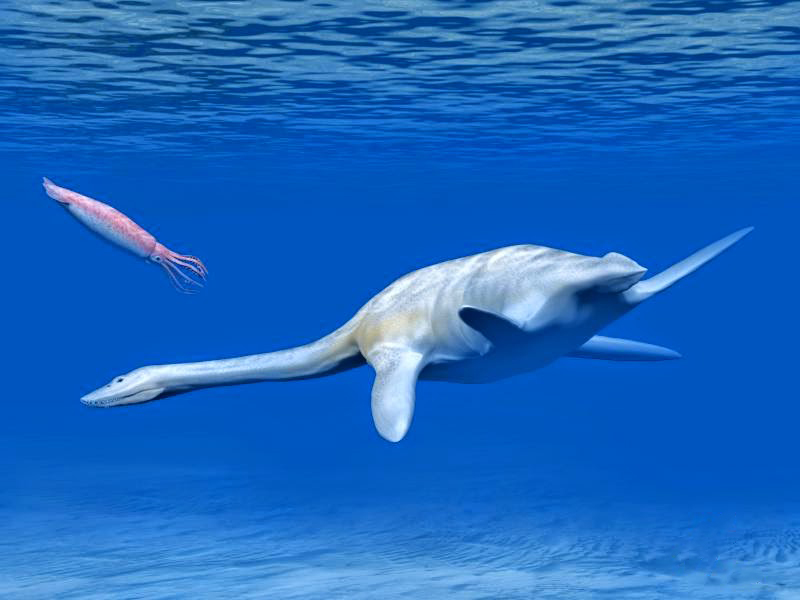
極泳龍（A. quiriquinensis）復原圖

自1941年發表以來，極泳龍屬的分類位置一直都有爭議，2003年由加斯帕里尼等人所提出的研究認為極泳龍與薄板龍科下的薄板龍為近親。他也認為莫特納龍屬可能是極泳龍屬的次異名，因為前者的正模標本脊椎骨椎弓未癒合，顯示其可能尚未成年。然而後續的研究，仍將莫特納龍屬視為是獨立屬，肇因於其與極泳龍特徵上仍然存在差異。
2009年，歐吉夫與史崔特將極泳龍屬與泰特龍屬、獵蛸龍屬與啟莫里龍屬一同置於獨立的極泳龍科下，作為淺隱龍科的姊妹群。然而於2014年，後續的研究重新將極泳龍屬歸於薄板龍科下，並將極泳龍科降級為極泳龍亞科。

## 註記
1. ↑  歐格曼及其同事對於極泳龍體重的估算係以淺隱龍和極泳龍具有類似的身形比例為前提[2]。

## 外部連結
- Taxonomic history of Aristonectes （页面存档备份，存于）